# Адраа
Адраа — античне місто у Зайорданні, котре передувало сучасному Дар'а (сирійська провінція Дар'а, за сотню кілометрів на південь від Дамаску).

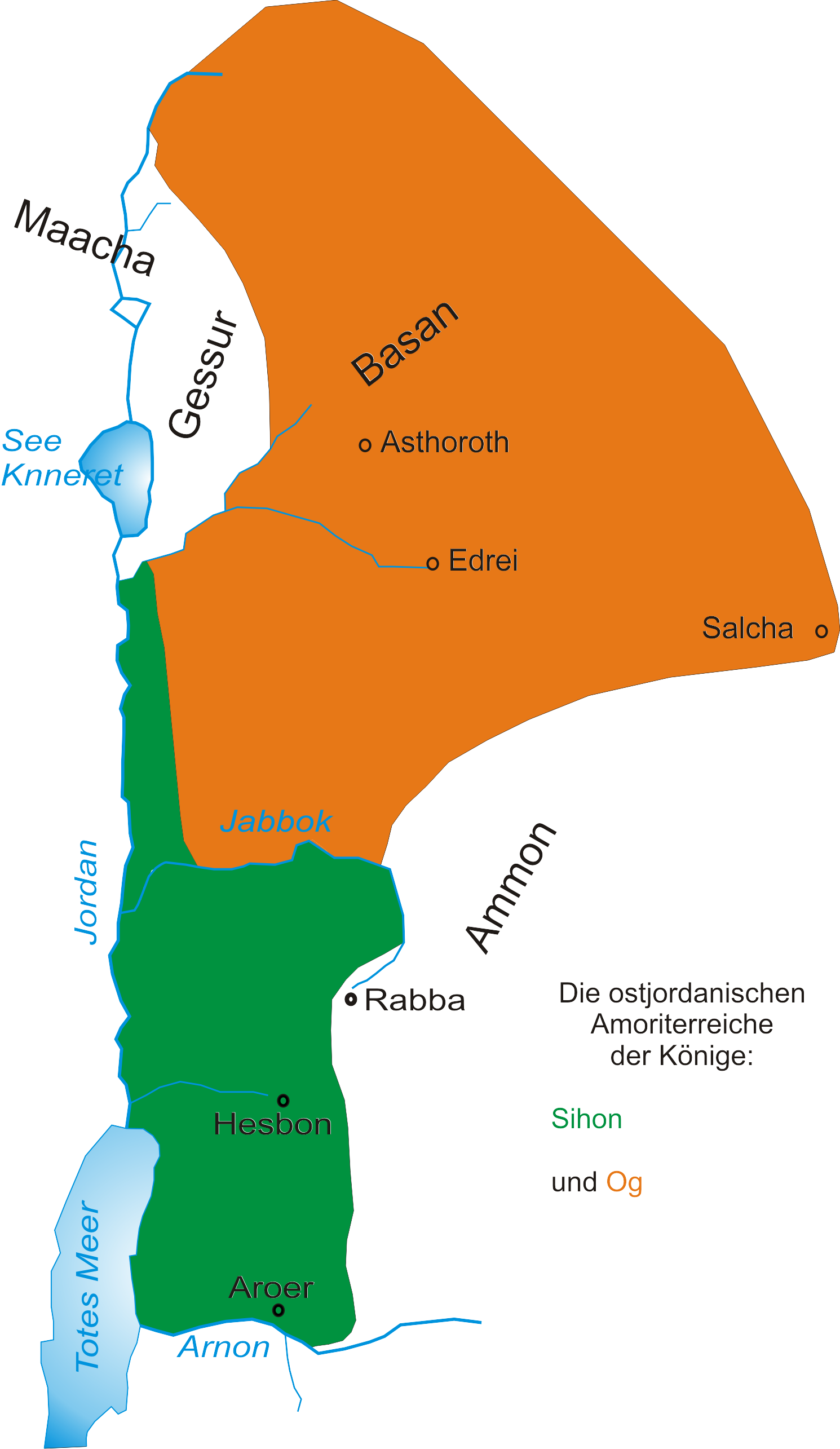
Карта Зайордання періоду приходу євреїв. Аморейське царство Ога виділено коричневим

Розподіл захоплених земель між ізраїльськими племенами (місто Едрей позначене на території коліна Манассії)

Припускають, що згадки про місто є в написах єгипетських фараонів Тутмоса III (біля 1483 року до н.е.), Аменхотепа III та Рамзеса II, котрі перелічують підкорені міста Передньої Азії. При цьому щодо списків Аменхотепа та Рамзеса немає впевненості, чи не є вони просто копіями з напису Тутмоса. Що стосується останнього, то тут не всі дослідники схильні ідентифікувати підкорене ним місто Аутара із Адраа, зокрема, враховуючи його розміщення у списку на 91-й позиції, тоді як сусідній Аштарот знаходиться на позиції 28 (за умови прийняття гіпотези про збіг маршрутів походів Тутмоса із послідовністю переліку підкорених міст це є серйозним аргументом проти зазначеного ототожнення).
Зате не викликає сумніву, що саме про Адраа згадує біблійна оповідь, присвячена завоюванню євреями Зайордання. У Второзаконні та Книзі Ісуса Навіна йдеться про боротьбу із аморейським царем Огом, котрий мав два «царські міста» – Аштарот та Едрей. Після того як євреї перемогли противника у битві, вони перетворили царство Ога Башан на територію племені Манассії.
В часи послаблення Ізраїльської держави після смерті Соломона ці землі змогло відібрати арамейське Дамаське царство. Надалі Зайорданням правили ассирійці, вавилоняни, перси, елліністичні правителі, а в кінці 3-го – на початку 2 століття до н.е. на сході регіону закріпились арабські племена набатеїв. Разом із Босрою Адраа була на північному краї їх володінь, сусідячи із землями еллінізованих міст Гераси, Абіли та Діона.
У 106 році н.е. римський імператор Траян анексував Набатейське царство та утворив на його основі провінцію Аравія Петреа (Камениста Аравія). Входження Адраа до складу імперії призвело і до його включення в систему римських доріг. Так, у 120 році н.е. спорудили дорогу між Адраа та Герасою, а на початку 160-х через місто пройшла траса від Босри до Гадари. Остання забезпечувала вихід до середземноморських портів Кесарії та Птолемаїди, тоді як Босра була одним із вузлових пунктів караванної торгівлі зі сходом.
Як і багато інших міст Зайордання, в часи розквіту імперії Адраа карбувала власну монету – відомі її випуски від періоду правління імператора Марка Аврелія (за іншими даними – Антоніна Пія) аж до Галлієна (третя чверть 3-го століття н.е.). Арабський характер міста підкреслює зображення на монетах символу бога Душари – кам'яного блока-ідола. Крім того, карбували зображення широко поширеної на сході богині Астарти та Геркулеса (цей грецький герой ототожнювався із Мелькартом). На монетах зазначали дати за так званою аравійською ерою, котра брала початок від 106 року н.е., тобто від утворення римської провінції Аравія.
Можливо відзначити, що географ 2 століття Клавдій Птолемей включив Адраа до переліку міст "Декаполісу Келесирії", проте, без сумніву, в цьому випадку йшлося про його географічне розташування — міста "справжнього" Десятиграддя використовували помпейську еру (початок у 64/63 році до н.е.), та й існування Декаполісу як адміністративного підрозділу у складі провінції Сирія підійшло до завершення саме в момент створення провінції Аравія, до якої були передані кілька його учасників (Філадельфія, Гераса).
У християнські часи в Адраа з'явилась єпископська кафедра, зокрема, відомо про участь її єпископів у Селевкійському (381) та Халкедонському (451) соборах.
Руїни античного поселення наразі переважно знаходяться під будівлями сучасного сирійського міста Дар'а, точніше, його південної частини Дар'а-аль-Балад. Тут на кількох майданчиках провадились археологічні розкопки, зокрема, було відкрито стародавній театр (його зображення наразі можливо побачити за цими посиланнями – театрон [Архівовано 2 травня 2019 у Wayback Machine.], частина сцени [Архівовано 15 листопада 2018 у Wayback Machine.]). 